# Wu Ma
Wu Ma, né le 22 septembre 1942 à Tianjin, Chine et mort le 4 février 2014  à Hong Kong, est un acteur et réalisateur hongkongais.

## Biographie
Natif de Tianjin, Wu Ma étudie la mécanique en Chine continentale avant d'émigrer à Hong Kong en 1960. Employé dans une usine de textile, il fait partie de la première promotion du Southern Drama Group, une école pour jeunes acteurs organisée par la Shaw Brothers pour recruter de nouveaux talents. Il est embauché par cette dernière à l'issue de sa formation. Il rencontre son futur mentor Zhang Che sur le film The Butterfly Chalice, et devient son assistant à partir de 1968 pour Le Retour de l'hirondelle d'or, puis son co-réalisateur
Au début des années 1970, il travaille également pour des compagnies de production indépendantes à Hong Kong et à Taïwan, où il réalise des films tels que Miss Judoka règle ses comptes au karaté (Wrath of the Sword) en 1970 et Deaf and Mute Heroin en 1971. Il suit Zhang à Taïwan lorsque celui-ci y établit une succursale de la Shaw Brothers en 1975.

## Style de jeu
Acteur de genre tirant parti d'une physionomie peu séduisante, il se spécialise au départ dans les rôles de méchant (un moine lubrique dans Temple of the Red Lotus) ou de personnage secondaire insignifiant (un collègue de bureau de Ti Lung dans Dead End).

## Filmographie partielle

### Acteur
Il joue dans environ 315 films, dont : 
- 1963 : The Dancing Millionairess
- 1967: King Cat (en)
- 1969 : Le Bras de la vengeance
- 1969 : Dead End
- 1972 : The Black Tavern
- 1980 : L'Exorciste chinois
- 1982 : La Fureur du revenant
- 1984 : Soif de justice
- 1984 : Hong Kong 1941
- 1984 : Pom Pom
- 1985 : Le Flic de Hong Kong 2
- 1985 : First Mission
- 1985 : Le Sens du devoir 2
- 1986 : New Mr. Vampire
- 1986 : Le Retour de Mr. Vampire
- 1987 : Histoire de fantômes chinois
- 1987 : Lai Shi, China's Last Eunuch
- 1987 : Mr. Vampire 3
- 1988 : In the Blood
- 1988 : Painted Faces
- 1988 : Mr. Vampire 4
- 1989 : Big Brother
- 1989 : Just Heroes
- 1989 : Little Cop
- 1990 : Swordsman
- 1990 : Histoire de fantômes chinois 2
- 1990 : Magic Cop
- 1991 : Off Track
- 1991 : Dances with Dragon
- 1992 : Rhythm of Destiny
- 1992 : Exorcist Master
- 1993 : Kick Boxer
- 2011 : I Love Hong Kong

### Réalisateur
Il réalise ou co-réalise 46 films, dont :
- 1970 : Miss Judoka règle ses comptes au karaté
- 1971: The Deaf and Mute Heroine
- 1972: La Légende du lac
- 1973: Le Pirate
- 1974 : Un Coup de boule dans les valseuses
- 1982 : La Fureur du revenant
- 1985 : Mr Boo contre Pom Pom
- 1992 : Exorcist Master
- 1993 : Kick Boxer